# إيوانيس كالارغاريس
إيوانيس كالارغاريس (مواليد 6 يونيو 1990) هو سبّاح يوناني، مثّل بلاده في الألعاب الأولمبية الصيفية 2012.

## روابط خارجية
إيوانيس كالارغاريس على موقع الاتحاد الدولي للسباحة (الإنجليزية)
- إيوانيس كالارغاريس على موقع أوليمبيديا (الإنجليزية)